# Stranka revolucije (Tanzanija)
Stranka revolucije (svahili: Chama Cha Mapinduzi, CCM; engleski: Party of the Revolution), dominirajuća vladajuća stranka u Tanzaniji i druga po dugotrajnosti vladanja stranka u Africi. Samo je južnoafrička Nacionalna stranka s dužim vladajućim stažem.

## Povijest
Osnovana je 5. veljače 1977. spajanjem Tanganjikanske afričke nacionalne unije (Tanganyika African National Union - TANU) i Afro-širaske stranke (Afro-Shirazi Party - ASP), koje su same vladale Tanganjikom i poluautonomnim otokom Zanzibarom, respektivno. Prvi vođa stranke bio je Julius Nyerere. Od neovisnosti Tanzanije stranka je stalno na vlasti. Dobili su na svim izborima. Na izborima 2010. osvojili su 186 od 239 zastupničkih jedinica i nastavili držati apsolutnu većinu u parlamentu Tanzanije (Bunge la Tanzania, National Assembly).
Stranačko glasilo je list Uhuru. Studentsko krilo je Shirikisho la Wanafunzi wa Taasisi za Elimu ya Juu. Mladeško krilo je Umoja wa Vijana wa CCM. Ženska organizacija je Umoja wa Wanawake Tanzania. Roditeljska organizacija je Wazazi. Stranka je u političko spektru lijevi centar. Ideološki polazi s pozicija demokratskog socijalizma, socijaldemokracije, a povijesno s ujamaaa. Stranački simboli su motika i čekić, boje su zelena i žuta. Predsjednik stranke je John Magufuli.
Stranka je članica asocijacije bivših osloboditeljskih pokreta južne Afrike, Socijalističke internacionale i Progresivnog saveza.